# Günther Sterba

Günther Sterba

Günther Hans Wenzel Sterba (* 20. Mai 1922 in Brüx, Tschechoslowakei; † 16. Juni 2021 in Leipzig) war ein deutscher Zoologe und Ichthyologe. Nach Sterba sind mehrere Fischarten, beispielsweise der Panzerwels Corydoras sterbai, benannt.

## Leben
Günther Sterba war der Sohn des Bergbauingenieurs Adolf Sterba und Melitta Sterba (geborene Baudis). Über die mütterliche Linie bestand eine weitläufige Verwandtschaft mit dem Zoologen Karl von Frisch.
In Most besuchte er das Gymnasium, das er mit dem Abitur abschloss. Von 1943 bis 1945 leistete er seinen Militärdienst ab. Im September 1944 wurde er verwundet und war bis nach dem Kriegsende in verschiedenen Lazaretten. Während der Lazarettzeit meldete er sich zum Invaliden-Fernstudium für Humanmedizin in Prag an und immatrikulierte sich im Spätsommer 1945 an der Universität Jena. Am 27. April 1947 legte er dort das Physikum ab und belegte anschließend sieben klinische Semester. Auf Anraten des Zoologen Jürgen Wilhelm Harms erweiterte Günther Sterba seine Immatrikulation ab 1947 auf ein zusätzliches Zweitstudium für Biologie mit der Fachrichtung Zoologie. Am 14. April 1949 wurde er mit „summa cum laude“ zum Dr. rer. nat. promoviert. Unter der Obhut seines Doktorvaters Harms fertigte er seine Dissertation zum Thema: Über die morphologischen und histogenetischen Thymusprobleme bei Xenopus laevis Daudin nebst einigen Bemerkungen über die Morphologie der Kaulquappen an.
Sterba war in erster Ehe mit Renate Kosak und in zweiter Ehe mit Hede Rössler verheiratet. Er hatte fünf Kinder.
1946 meldete sich Sterba in Weimar bei der dortigen Parteigruppe der SPD als Mitglied an, nicht ahnend, dass schon deren Vereinigung mit der KPD zur Sozialistischen Einheitspartei (SED) vorgesehen war. 1953 trat Sterba aus der SED aus und war seitdem parteilos.
In den 1980er-Jahren begann der schon immer kunstinteressierte Sterba, der ursprünglich Bildhauer werden wollte, Teller eines Services mit botanischen Motiven aus dem früheren Besitz von Joséphine de Beauharnais zu sammeln. 2019 schenkte er 36 Dessertteller aus seiner Sammlung dem Grassimuseum in Leipzig.

## Akademische Karriere
1949 wurde Sterba Wissenschaftlicher Assistent am Zoologischen Institut der Universität Jena und 1951 Lehrbeauftragter für Zoologie. Am 20. Mai 1952 habilitierte er sich mit der Arbeit Die Physiologie und Histogenese der Schilddrüse und des Thymus beim Bachneunauge (Lampetra planeri Bloch) als Grundlagen phylogenetischer Studien über die Evolution der innersekretorischen Kiemendarmderivate. zum Dr. rer. nat. habil. und wurde kurz darauf zum Hochschuldozenten für Zoologie ernannt. 1958 wurde er als Professor mit Lehrauftrag für Zoologie an die Universität Jena berufen.
Von 1957 bis 1961 gab es Berufungsgespräche mit den Universitäten in Halle (Saale), Tharandt und Leipzig. Zudem gab es Anfragen aus Marburg und Heidelberg. Der vor allem von Franz Duspiva geförderten Berufung nach Heidelberg wäre Sterba gern nachgekommen, allerdings zogen sich die Verhandlungen bis zum Mauerbau hin und mussten dann abgebrochen werden, da man nun nicht mehr Berufungen als Professor in der BRD annehmen durfte.
1959 wurde Sterba als Professor mit vollem Lehrauftrag nach Leipzig berufen. Die in den Verhandlungen erbetene Einrichtung eines Zentrums für Elektronenmikroskopie und biochemische Kapazitäten wurde dabei zusagend bestätigt. Am 9. April 1959 wurde er zum Direktor des Zoologischen Institutes der Karl-Marx-Universität Leipzig ernannt und zwei Jahre später zum Professor mit Lehrstuhl für Zoologie berufen. 1968 wurde er nach Gründung der Sektion Biowissenschaften zum Leiter des Bereiches Zellbiologie und Regulation der Sektion ernannt, 1969 zum ordentlichen Professor für Allgemeine Zoologie und Tierphysiologie umberufen. Am 1. Juli 1987 wurde er emeritiert.

## Werke
Die etwa 200 wissenschaftlichen Publikationen kann man, trotz zahlreicher Überlappungen und Ausnahmen, folgenden Themenkreisen zuordnen:
1. Genese und Struktur inkretorischer Organe bei niederen Wirbeltieren.
2. Vergleichende Neuroendokrinologie bei Wirbeltieren.
3. Zirkumventrikuläre Organe und Liquor bei Wirbeltieren.

Während in den Publikationen des ersten Themenkreises nur eigene Ergebnisse aus der Qualifikationsperiode in Jena behandelt werden, stammen die Publikationen der Themenkreise zwei und drei vorwiegend aus der Zeit in Leipzig. Viele davon sind Gemeinschaftsarbeiten, beispielsweise mit Gerald Wolf, Arnim Ermisch, Hans Luppa, Wilfried Naumann und Georg Hoheisel.

### Genese und Struktur inkretorischer Organe bei niederen Wirbeltieren
Noch während des Studiums entstand eine gefaltete farbige Lehrtafel über die cerebrospinale und autonome Innervation des Menschen (Gustav Fischer Verlag Jena, 1948).
Neben der bereits erwähnten Dissertation und Habilitationsarbeit stammen 18 weitere Publikationen aus der Zeit in Jena. Die meisten betreffen Organe der inneren Sekretion bei niederen Wirbeltieren. Aber auch über die Endomitose der sich parthenogenetisch entwickelnden Sommereier der Daphnien, andere cytologische Probleme und die Entwicklung einer bislang unbekannten Doppeltier-Art (Diplozoon) hat Sterba in dieser Zeit publiziert. Vermutlich sind auch die beiden umfangreichen monografischen Darstellungen für das Handbuch der Binnenfischerei Mitteleuropas Die Schmerlenartigen (Cobitidae) und Die Neunaugen (Petromyzonidae) bereits in Jena entstanden. Beide Monografien erschienen im Band III des Handbuches auf den S. 201–234 und 265–352; Herausgeber E. Schweizerbart’sche Verlagsbuchhandlung, 1962. Eine englische Ausgabe der Neunaugen-Monografie erschien 1965 in den USA und Kanada. 1957 erschien ein Referat, welches die Entwicklung eines Gerätes für Versuche an lebenden histologischen Gewebeschnitten begleitete. Das von der Fa. Zeiss geförderte Vorhaben wurde von Rolf Köber technisch realisiert und patentiert, ging jedoch durch die aufkommende Kryo-Mikrotomie nie in die Produktion.

### Vergleichende Neuroendokrinologie bei Wirbeltieren
Alle Untersuchungen zu diesem Themenkreis wurden durch die Einführung der Pseudoisocyanin-Reaktion in die Fluoreszenzmikroskopie durch Sterba initiiert. Im Gegensatz zu älteren Färbemethoden gewährleistete die wesentlich empfindlichere Technik den Nachweis geringster Spuren des Trägerproteins der Hypophysenhinterlappen-Hormone Vasopressin und Oxytocin. Damit wurde es an diesem Modell möglich zu beweisen, dass die hormonproduzierenden Nervenzellen die Hormone in ihren Fortsätzen nicht nur zur Neurohypophyse, dem Ort der Hormonfreisetzung in die Blutbahn, transportieren, sondern auch mit zahlreichen anderen Arealen durch hormontransportierende Fortsätze verbunden sind. Durch Einbeziehung immunologischer Techniken, licht- und elektronenmikroskopischer Art, gelang es schließlich erstmals festzustellen, dass die Endformationen dieser Fortsätze mit normalen Nervenzellen Kontakte synaptischer Art bilden. Die peptiderge Synapse vieler Neuropeptide ist inzwischen für viele neuronale Prozesse eine integrale, wenn auch nicht immer verstandene Struktur.
Wichtige Publikationen zu diesem Themenkreis
- mit F. Schober: Topographie und Zytologie neurosekretorischer Systeme. Teil 1: Das klassische neurosekretorische System der Ratte. Atlas. VEB Gustav Fischer Verlag Jena, 1979.
- Ascending Neurosecretory Pathways of the Peptidergic Type. In: Neurosecretion The Pinal Neuroendocrine Pathway (Eds. Knowles, F. and Vollrath, L.), 38–47. Springer Verlag, Berlin – Heidelberg – New York, 1974.
- mit W. Naumann W.: Ultrastructural Studies on Neurophysine containing Vesicles: Cell.Tiss.Res. 165, 545–553 (1976).
- mit G. Hoheisel, R. Wegelin, W. Naumann, F. Schober: Peptide containing Vesicles within Neuro-neuronal Synapses. Brain Research 169, 55–64 (1979).
- mit W. Naumann, G. Hoheisel: Exohypothalamic Axons of the Classic Neurosecretory System: Progr. Brain Research 53, 141–158 (1980).

### Zirkumventrikuläre Organe und Liquor bei Wirbeltieren
Unter den Organen in den Wänden der Hirnventrikel der Wirbeltiere dominiert das Subcommissuralorgan (SCO), dessen Sekret in den 3. Ventrikel abgegeben und dort durch Zilienbänder zu einem Faden zusammengewirbelt wird. Die als Reissner’scher Faden bekannte Struktur schiebt sich in dem Zentralkanal des Rückenmarkes kontinuierlich bis in dessen Endampulle, in deren Umgebung er schließlich abgebaut wird. Sterba und sein Team konnten nachweisen, dass sich der Faden an der Entfernung von ependymalem Zelldedritus beteiligt, bei der Ratte die Geschwindigkeit der Fadenbewegung im Zentralkanal bestimmen, die physiologischen Folgen nach experimenteller Ausschaltung des Fadentransportes durch Versetzung des Zentralkanals beobachten und aus 18 km isoliertem Fadenmaterial des Rindes zahlreiche immunologische und biochemische Faktoren sammeln. „Trotz aller Teilergebnisse gelang es jedoch nicht, einen befriedigenden Beweis zur Fadenfunktion zu finden. Da aber das SCO-Fadensystem die älteste Hirnstruktur überhaupt ist, bei allen Wirbeltieren vorkommt, beim Menschen embryonal angelegt, aber mit dem teilweisen Verschluss des Zentralkanals wieder reduziert wird, ist die Annahme erlaubt, dass das System eine grundsätzliche Funktion hat. Auch sollte bei Diskussionen über Demenzprobleme gelegentlich daran erinnert werden, dass sich auch im Ventrikelliquor des menschlichen Gehirns Zelldetritus ansammelt“.
Wichtige Publikationen zu diesem Themenkreis
- (Hrsg.): Zirkumventriculäre Organe und Liquor. Bericht über das Internationale Symposium im Schloss Reinhardsbrunn vom 13. bis 16. Mai 1968. VEB Gustav Fischer Verlag, Jena 1969.
- mit W. Bargmann (Hrsg.): Circumventriculäre Organe. Nova Acta Leopoldina, Suppl. 9, 1977.
- mit W. Naumann, W.: Elektronenoptische Untersuchungen über den Reissnerschen Faden und die Ependymzellen im Rückenmark von Lampetra planeri (Bloch). Z. Zellforsch. 72, 516–524 (1966).
- mit A. Ermisch, A. Mueller, J. Hess: Autoradiographische Untersuchungen am Subcommissuralorgan und dem Reissnerschen Faden. I. Organsekretion und Parameter der Organleistung als Grundlagen zur Beurteilung der Organfunktion. Acta Zool. 52, 1–21 (1971).
- mit J. Hess: Studies concerning the function of the complex subcommissural organ – liquor fibre to pyrocatechin derivatives and its functional Aspects. Brain Research 58, 303–312 (1973).
- mit Chr. Kießig, W. Naumann, H. Petter, I. Kleim: The secretion of the subcommissural organ. A comparative immunocytochemical investigation. Cell Tissue Res. 226, 427–439 (1982)

### Aquaristik und Ichthyologie
Die häufig mit dem Namen Sterba verbundenen Fisch- und Aquarienbücher sind ausschließlich Resultate einer Liebhaberei, die in der Kindheit begann und im Laufe der Jahre zu ichthyologischem Spezialwissen reifte. Die zahlreichen deutschen Nach- und Neuauflagen, die fremdsprachigen Lizenzen in den USA (MIT), Großbritannien, Kanada, Niederlande und Tschechien bedingten die Verbreitung von etwa 1,5 Millionen Exemplaren. An dem Titel „Süßwasserfische der Welt“ sind von der 4. Auflage an die Mitautoren Axel Zarske, Klaus Breitfeld und Helmut Sander beteiligt. An dem Titel Lexikon der Aquaristik und Ichthyologie haben G. Brückner, H.-J. Franke, U. Jakob, J. Kormann, H. Mühlberg und W. Naumann als Autoren mitgearbeitet. Für das Kapitel Wasserpflanzen des 2. Bandes der Aquarienkunde konnte Sterba zunächst A. Wendt und nach dessen Ableben H. Mühlberg gewinnen.

### Sonstige
Außer den Fischbüchern existieren noch einige andere, nicht wissenschaftliche, Buchpublikationen als deutsche und englische Ausgaben, beispielsweise: Familie Olividae (Gastropoda) und Meissener Gebrauchsporzellan.
Sterba war mehrfach zu längeren Auslandsaufenthalten mit der Bitte eingeladen, Vorlesungen oder Vorträge zu halten. Realisiert wurden solche Einladungen nach Großbritannien, Chile, Japan, Schweden, UdSSR, Finnland und Italien. Fast immer war auch seine Frau eingeladen, aber nur für die UdSSR und Italien erhielt sie die Genehmigung, ihn zu begleiten.

## Ehrungen
- 1949 Auszeichnung der Dissertation mit dem Forschungspreis der Universität Jena.
- 1967 Wahl zum ordentlichen Mitglied der Deutschen Akademie der Wissenschaften zu Berlin. Dort zwei Jahre Sekretar der Klasse Biowissenschaften, eine Funktion, die Sterba wegen Differenzen mit dem Präsidium 1971 niederlegte.
- 1970 Wahl zum Mitglied der Deutschen Akademie der Naturforscher Leopoldina.[9] Zwei Wahlperioden (zehn Jahre) als Adjunkt für Sachsen Mitglied des Senats der Akademie.
- 1971 Doktor h. c. der Universität Utrecht.
- 1982 Wahl zum auswärtigen Mitglied der Königlich Schwedischen Akademie der Wissenschaften; erstes aus der DDR zugewähltes Mitglied. Die Regierung der DDR wurde auf diplomatischer Ebene von der Zuwahl informiert, erteilte die Genehmigung zur Annahme der Mitgliedschaft aber erst nach neun Monaten.
- 1979 Einladung des Japanischen Kronprinzen Akihito, dem heutigen Tenno, zu einer Privataudienz im Kaiserpalast in Tokio während eines dreimonatigen Japanaufenthaltes.
- Vice-President for life der Federation of British Aquatic Societies.
- Ehrensenator der Universität Leipzig.
- Ehrenmitglied verschiedener Gesellschaften, u. a. der ehemaligen Biologischen Gesellschaft der DDR, deren Mitglieder Sterba in geheimer Wahl für jeweils 2 Jahre dreimal zu ihrem Präsidenten wählten.